# Capnella sabangensis
Capnella sabangensis är en korallart som beskrevs av Hilario Atanacio Roxas 1933. Capnella sabangensis ingår i släktet Capnella och familjen Nephtheidae. Inga underarter finns listade i Catalogue of Life.